# Himno al Sol
Himno al Sol es un disco de estudio de Los Calchakis, grabado en 1980 con el sello francés Arion, en donde el grupo recoge uns serie de motivos folklóricos relacionados con reverencias mitológicas al astro rey.
Con este álbum festejaron además el 20 aniversario de la fundación de la banda.[cita requerida]

## Lista de canciones
| N.º | Título                   | Música                           | Duración |  |
| 1.  | «Sol caribe»             | A. Ariel                         |          |  |
| 2.  | «Aurora de paz»          | H. Miranda y J. Martí            |          |  |
| 3.  | «Sol nocturno»           | A. Ariel                         |          |  |
| 4.  | «Cuando canta mi pueblo» | Horacio Guarany                  |          |  |
| 5.  | «Sol de libertad»        | C. Morales                       |          |  |
| 6.  | «Himno al Sol»           | Daniel Alomía Robles             |          |  |
| 7.  | «Vírgenes del Sol»       | Jorge Bravo de Rueda             |          |  |
| 8.  | «Gato en sol»            | Hernández y Arce                 |          |  |
| 9.  | «Crepúsculo costeño»     | folklore                         |          |  |
| 10. | «Sol fecundo»            | H. Miranda y C. Morales          |          |  |
| 11. | «Soles y lunas»          | H. Miranda, A. Mª Miranda y Arce |          |  |
| 12. | «Solsticio»              | J. Martí                         |          |  |

## Integrantes
- Héctor Miranda
- Aldo Ariel
- Carlos Morales
- José Marti
- Alberto Rodríguez